# Mistrzostwa Europy Par na Żużlu 2011
Mistrzostwa Europy Par na Żużlu 2011 – zawody żużlowe, mające na celu wyłonienie medalistów mistrzostw Europy par w sezonie 2011. W finale zwyciężyli Polacy Jarosław Hampel, Przemysław Pawlicki i Piotr Pawlicki.

## Finał
- Piła, Stadion Polonii, 17 września 2011

| Msc | Drużyna / Zawodnik                                 | Biegi                                     | Punkty    |
| --- | -------------------------------------------------- | ----------------------------------------- | --------- |
| 1   | Polska                                             | Polska                                    | 26        |
| 1   | Jarosław Hampel Przemysław Pawlicki Piotr Pawlicki | (1,1,–,2,3,2) (3,3,2,3,2,3) (1)           | 9 16 1    |
| 2   | Węgry                                              | Węgry                                     | 20 +3     |
| 2   | Norbert Magosi József Tabaka –                     | (3,2,2,1,3,1) (2,3,1,2,0,d) –             | 12 +3 8 – |
| 3   | Rosja                                              | Rosja                                     | 20 +2     |
| 3   | Renat Gafurow Wiktor Gołubowski –                  | (3,1,3,w,2,2) (1,2,0,3,0,3) –             | 11 9 +2 – |
| 4   | Łotwa                                              | Łotwa                                     | 18        |
| 4   | Ķasts Puodžuks Andžejs Ļebedevs –                  | (2,0,1,1,1,1) (0,2,3,2,2,3) –             | 6 12 –    |
| 5   | Dania                                              | Dania                                     | 17        |
| 5   | Steen Jensen Kenneth Hansen –                      | (2,0,0,3,3,1) (0,1,2,0,2,3) –             | 9 8 –     |
| 6   | Czechy                                             | Czechy                                    | 14        |
| 6   | Václav Milík Filip Šitera Aleš Dryml               | (–,–,–,0,0,–) (1,d,0,–,–,0) (3,3,3,1,1,2) | 0 1 13    |
| 7   | Niemcy                                             | Niemcy                                    | 11        |
| 7   | Max Dilger Tobias Kroner Mathias Schultz           | (2,d,2,3,d,–) (0,1,–,–,–,0) (1,0,1,1)     | 7 1 3     |

Bieg po biegu:
1. Prz.Pawlicki, Jensen, Hampel, Hansen
2. Gafurow, Puodžuks, Gołubowski, Ļebedevs
3. Dryml, Dilger, Šitera, Kroner
4. Magosi, Tabaka, Hansen, Jensen
5. Prz.Pawlicki, Ļebedevs, Hampel, Puodžuks
6. Dryml, Gołubowski, Gafurow, Šitera (d4)
7. Tabaka, Magosi, Kroner, Dilger (d4)
8. Ļebedevs, Hansen, Puodžuks, Jensen
9. Gafurow, Prz.Pawlicki, Pi.Pawlicki, Gołubowski
10. Dryml, Magosi, Tabaka, Šitera
11. Jensen, Dilger, Schultz, Hansen
12. Prz.Pawlicki, Hampel, Dryml, Milík
13. Dilger, Ļebedevs, Puodžuks, Schultz
14. Gołubowski, Tabaka, Magosi, Gafurow (w/u)
15. Jensen, Hansen, Dryml, Milík
16. Hampel, Prz.Pawlicki, Schultz, Dilger (d4)
17. Magosi, Ļebedevs, Puodžuks, Tabaka
18. Hansen, Gafurow, Jensen, Gołubowski
19. Prz.Pawlicki, Hampel, Magosi, Tabaka (d4)
20. Ļebedevs, Dryml, Puodžuks, Šitera
21. Gołubowski, Gafurow, Schultz, Kroner
22. Bieg o 2. miejsce:  Magosi, Gołubowski